# Герман I Єрусалимський
Герман — грецький ієрарх і патріарх Єрусалиму в XVI столітті.
Він походить з Пелопоннесу. Герман був членом духовенства Єрусалимського Патріархату, святим, ігуменом Святого Сави. Багато разів він їздив з місією в православні країни через Йордан, щоб зібрати допомогу. Він був дуже популярний у народі як священик і вчитель.
Він змінив Доротея II у 1537 році. Під час свого патріархату він зіткнувся з інтенсивністю зовнішніх подій. Його завданням була успішна реконструкція храмів і монастирів.
Через старість у 1579 р. пішов у відставку.